# Robert Hooke

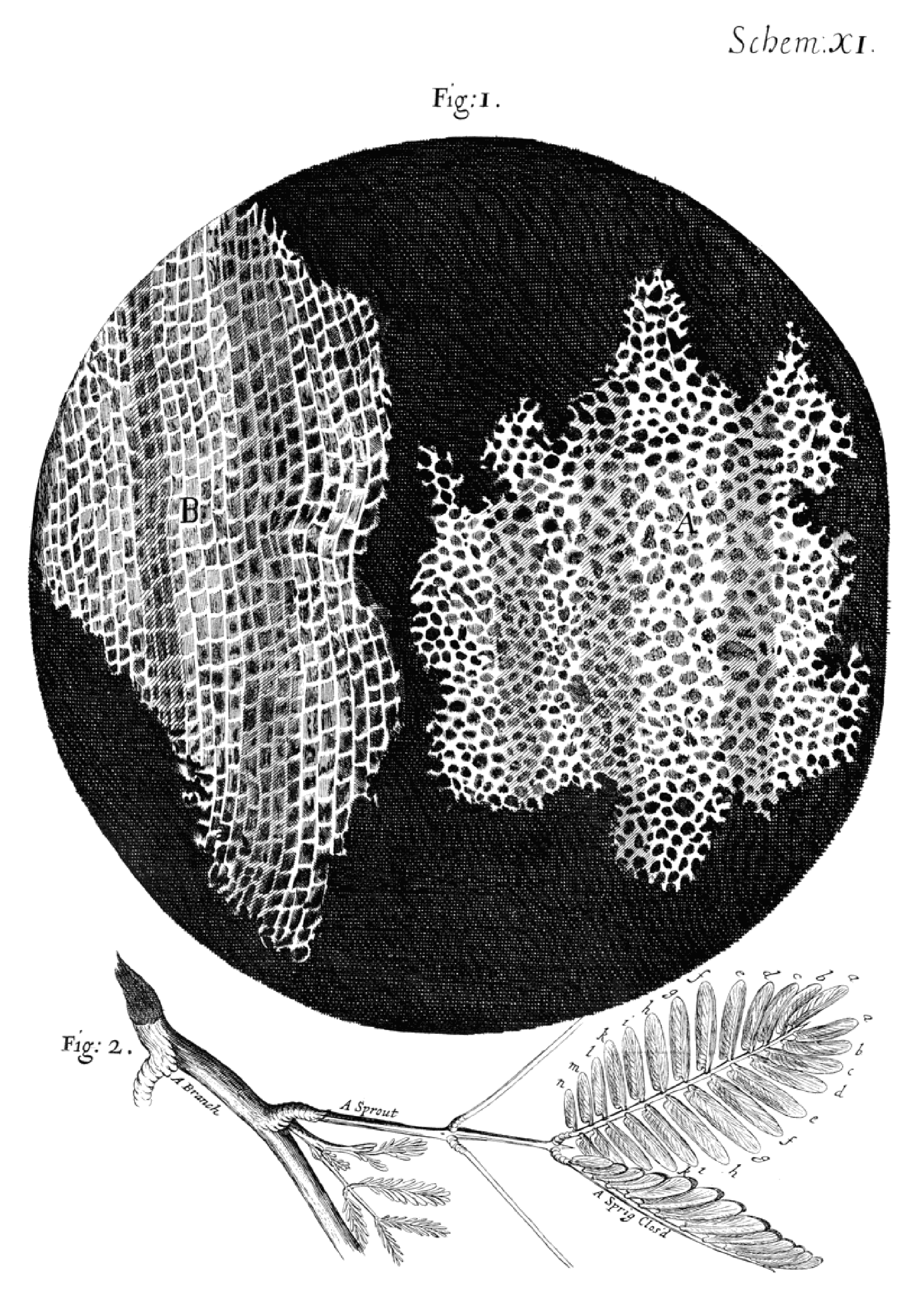
Sporządzony przez Roberta Hooke rysunek oglądanych przez mikroskop komórek korka

Robert Hooke (ur. 18 lipca?/28 lipca 1635 w Freshwater, zm. 3 marca?/14 marca 1703) – angielski przyrodnik, jeden z największych eksperymentatorów XVII wieku. Zajmował się między innymi fizyką, astronomią i biologią.

## Życiorys
Był synem pastora, urodził się w angielskiej miejscowości Freshwater na wyspie Wight.
Od dzieciństwa cechowało go zainteresowanie przyrodą i wykazywał ogromny zmysł eksperymentatorski. Konstruował bardzo, jak na owe czasy skomplikowane mechanizmy-zabawki, podpatrywał ptaki usiłując zgłębić mechanizm ich lotu, rysował plany różnych konstrukcji. Do 13 roku życia nie chodził do szkoły, gdyż był chorowity. Uczył go w domu jego ojciec. Potem ukończył Westminster School, a następnie Uniwersytet w Oksfordzie. Tutaj jego zdolności dostrzegł Robert Boyle i wziął go pod swoją opiekę. Ci dwaj uczeni długo współpracowali ze sobą. Między innymi Robert Hooke pomógł Boyle’owi zbudować pompę próżniową.
Robert Hooke jest odkrywcą podstawowego prawa sprężystości (tzw. prawo Hooke’a), wykonał wiele obserwacji mikroskopowych i teleskopowych (odkrył m.in. istnienie gwiazd podwójnych, Wielkiej Czerwonej Plamy na Jowiszu w 1650 roku), wykonał też szkice powierzchni Marsa użyte 200 lat później do oszacowania szybkości rotacji tej planety.
Hooke odkrył też istnienie komórek (roślinnych). Przed 1665 rokiem, posługując się ulepszonym przez siebie mikroskopem, oglądał przekroje korka z dębu korkowego (podłużny i poprzeczny), ujrzał wtedy siatkowate struktury; to co widział, nie było samymi komórkami, lecz ścianami komórkowymi martwych komórek (celuloza wysycona suberyną). Obraz przypominał mu przylegające do siebie klasztorne cele, w których mieszkają mnisi, stąd wzięła się nazwa komórki (ang. cells).
W 1665 roku opublikował dzieło:
Micrographia: or some Physiological Description of Minute Bodies made by magnifying glasses with Observations and Inquiries thereupon.
Robert Hooke jest autorem konstrukcji specyficznego systemu teleskopu zwierciadlanego, który sam nazwał teleskopem Gregory'ego na cześć szkockiego astronoma Jamesa Gregory’ego.
Jako pierwszy uznał, że amonity są skamieniałymi szczątkami dawnych zwierząt podobnymi do współczesnych łodzików. Badał skamieniałe żółwie, sformułował przy tej okazji wniosek, że niektóre rodzaje skamieniałości mogą być wskaźnikiem paleośrodowiska. W ten sposób stał się prekursorem badań paleośrodowiskowych. Był też autorem stwierdzenia, że trzęsienie ziemi może wpływać na morfologię powierzchni ziemskiej, co zostało później pozytywnie zweryfikowane przez licznych badaczy.
Pod koniec życia wszedł w konflikt z Izaakiem Newtonem. Oskarżał Newtona  o przywłaszczenie kilku odkryć naukowych. Ich zaciekłe dyskusje na zebraniach członków Towarzystwa Królewskiego często przekształcały się w zażarte kłótnie. Newton, gdy został prezesem Towarzystwa Królewskiego, zniszczył wiele prac i instrumentów wykonanych przez Hooke’a. Na jego polecenie zniszczono również wszystkie obrazy i podobizny Hooke’a.

## Nagrody i wyróżnienia
- od 1663 członek Towarzystwa Królewskiego[7]

Na jego cześć nazwano:
- planetoidę (3514) Hooke[8]
- krater Hook na Marsie[9]
- krater Hook na Księżycu[10]